# Município de Harrison (condado de Ross, Ohio)
O município de Harrison (em inglês: Harrison Township) é um município localizado no condado de Ross no estado estadounidense de Ohio. No ano de 2010 tinha uma população de 1.320 habitantes e uma densidade populacional de 14,05 pessoas por km².

## Geografia
O município de Harrison encontra-se localizado nas coordenadas 39° 20′ 27″ N, 82° 48′ 26″ O. Segundo a Departamento do Censo dos Estados Unidos, o município tem uma superfície total de 93.96 km², da qual 93,96 km² correspondem a terra firme e (0 %) 0 km² é água.

## Demografia
Segundo o censo de 2010, tinha 1.320 pessoas residindo no município de Harrison. A densidade populacional era de 14,05 hab./km².